# Долотказины
Долотказины (князья Долотказины, тат. Dəwlətqazinnar, Дәүләтказиннар) — татарский княжеско-мурзинский род цненских татар.
Первый представитель, известный по сохранившимся документам — князь Бигилдей княж Каракчеев сын Долотказин, который назван властителем над тялдемской мордвой в документе 1575 года:
«… царь и великий князь Иван Васильевич всеа Русии, пожаловал есми цненского Тениша Янгалычава сына Омесева  … стяледемские мордвы ясаком, что за князем Бигилдеем княж Каракчеевым сыном Долоткозиным…».
По всей вероятности князь Бигилдей является родоначальником фамилии князей Бегильдеевых через своих двух внуков Богдана мурзу и Ишмамета мурзу Исинеевых детей. Его потомство и князья Долотказины, и князья Бегильдеевы проживали в д. Лотказино Шацкого уезда, ныне Сасовского района Рязанской области.